# Bolquère
Bolquère (catalansk: Bolquera) er en by og kommune i departementet Pyrénées-Orientales i Sydfrankrig.

## Geografi
Bolquère ligger 84 km vest for Perpignan. Nærmeste byer er mod vest Font Romeu (7 km) og mod øst Mont-Louis (5 km).

## Demografi

### Udvikling i folketal
| 1962                                                              | 1968 | 1975 | 1982 | 1990 | 1999 | 2007 | 2014 | 2007 |
| ----------------------------------------------------------------- | ---- | ---- | ---- | ---- | ---- | ---- | ---- | ---- |
| 215                                                               | 249  | 373  | 503  | 617  | 730  | 798  | 799  | 808  |
| Tal fra og med 1962 er uden dobbelttælling (sans doubles comptes) |      |      |      |      |      |      |      |      |